# Tarnowiec (Subkarpaten)
Tarnowiec is een dorp in het Poolse woiwodschap Subkarpaten, in het district Jasielski. De plaats maakt deel uit van de gemeente Tarnowiec en telt 1200 inwoners.